# بوب فوستر (لاعب كرة قدم أمريكية)
بوب فوستر (بالإنجليزية: Bob Foster)‏ هو لاعب كرة قدم أمريكية أمريكي، ولد في 15 أكتوبر 1886 في راسين في الولايات المتحدة، وتوفي في 3 سبتمبر 1948.

## وصلات خارجية
- بوب فوستر على موقع مرجع كرة القدم المحترفة.كوم (الإنجليزية)